# Thor Nielsen
Thor Nielsen, född den 11 juli 1959 i Köpenhamn, Danmark, är en dansk kanotist.
Han tog bland annat VM-guld i K-1 10000 meter i samband med sprintvärldsmästerskapen i kanotsport 1993 i Köpenhamn.